# 미생 (바둑)
바둑에서 미생(未生,, incomplete life)은 집이나 대마 등이 살아있지 않은 상태인 미생 또는 미생마를 이르는 말이다. 완전히 죽은 돌을 뜻하는 사석(死石)과는 달리 미생은 완생할 여지를 남기고 있는 돌을 의미한다는 차이가 있다. 완생의 최소 조건인 독립된 두 개의 눈이 없는 상태를 뜻한다.

## 보기
|  |  |  |  |  |  |  |  |  |  |  |  |  |  |  |  |  |  |  |
|  |  |  |  |  |  |  |  |  |  |  |  |  |  |  |  |  |  |  |
|  |  |  |  |  |  |  |  |  |  |  |  |  |  |  |  |  |  |  |
|  |  |  |  |  |  |  |  |  |  |  |  |  |  |  |  |  |  |  |
|  |  |  |  |  |  |  |  |  |  |  |  |  |  |  |  |  |  |  |

이 그림을 보면 양쪽의 흑이 모두 백에게 고립되어 있는 상황이다. 왼쪽의 흑은 붙은 두 집밖에 내지 못한 상황에서 더 이상 독립된 두 집을 만들 방법이 없기 때문에 죽어 있는 상태이다. 그러나 오른쪽의 흑을 보면 왼쪽의 흑과 마찬가지로 두 집을 내지 못하고 고립되어 있지만 이것은 수상전이 된 형태이다. 따라서 아직 죽은 것이 아니며 갈라져 있는 백 Δ 석 점만 잡으면 완생할 수 있는 모양이다.
흑에서 사석이 된 왼쪽 돌을 과감히 포기하고 오른쪽 돌을 살리고자 한다면,
|  |  |  |  |  |  |  |  |  |
|  |  |  |  |  |  |  |  |  |
|  |  |  |  |  |  |  |  |  |
|  |  |  |  |  |  |  |  |  |
|  |  |  |  |  |  |  |  |  |
|  |  |  |  |  |  |  |  |  |
|  |  |  |  |  |  |  |  |  |
|  |  |  |  |  |  |  |  |  |
|  |  |  |  |  |  |  |  |  |

보는 바와 같이 흑이 백의 공배를 차근차근 메워서 백 Δ 석 점을 꼼짝 못하게 가두니 흑이 완생에 성공한 모양이다.
이처럼 완생하지는 못했지만 완생할 여지를 남기고 있는 상태 혹은 그 돌을 미생이라고 한다.

## 기타
만화가 윤태호는 바둑의 미생을 소재로 하여 미생이라는 만화를 다음 만화속 세상에서 연재하였다.